# Keurboom
De Keurboom (Virgilia oroboides (P.J.Bergius) syn. Virgilia capensis) is een boom uit de Fabaceae die endemisch in Zuid-Afrika in de provincie West-Kaap. Er is enige onzekerheid over de taxonomie. Sommigen onderscheiden slecht één soort. De Zuid-Afrikaanse Rode Lijst onderkent twee soorten waarvan een weer twee ondersoorten kent:
- Virgilia oroboides
  - V.o. oroboides  - de keurboom, wildekeur, amaquasboom
  - V.o. ferruginea - de bruinhaarkeurboom
- Virgilia divaricata Adamson - de rose keurboom

Alle drie staan zij vermeld als van minste zorg (LC).
Een keurboom is een kleine tot middelgrote boom met afgeronde tot kegelvormige vorm die prachtig in bloei kan staan. De bladeren zijn veerdelig. Bij V. divaricata zijn er 5-9 paar blaadjes met een eindblaadje, bij V. oroboides is dat 6-12 paar en een eindblaadje. De laatste heeft kleinere blaadjes die grijsgroen van kleur zijn en dichtbehaard zijn. De twee ondersoorten hebben een andere kleur beharing. Bij V. o. oroboides is dat wit, bij V.o. ferruginea roestkleurig. V.o. ferruginea komt vooral bij George voor, terwijl de witbehaarde vorm vanaf de Kaap tot Swellendam groeit. V. divaricata wordt in overvloed aangetroffen bij Knysna en Plettenbergbaai. Deze soort heeft kale bladeren.
De trossen typische vlinderbloemen zijn ook anders van kleur. V. divaricata heeft mauve tot paarsrose bloemen, terwijl die van V. oroboides licht rose to bijna wit zijn. De bomen staan overdadig in bloei in de late zomer (januari tot april) en trekken met hun heerlijk ruikende en nectarrijke bloesem zowel vogels als vlinders aan zoals de grote mot Leto venus of het tijgerblauwtje Lampides boeticus.
De boom is geliefd in tuinen in veel andere landen. Het is een erg snel groeiende boom, tot 10 m hoog, die zijn groene blad behoudt en ook in andere landen geliefd is bij insecten en vogels vanwege zijn bloesem.

## Nederlands
De boom was al in de tijd van de Nederlandse Kaapkolonie een goede bekende. François Valentyn schrijft in 1726:

Waar by men nog voegen kan de Amaquas of keurboom, die in 2 jaaren zeer hoog word, en een vrugt in een hauw of schede geeft, waar in 6 of 7 korls zyn

Het woord keurboom betekent zoiets als vanwege zijn schoonheid verkieslijke boom. Er is zelfs een oud spreekwoord dat stelt:
- Wie keurboom zoekt, die vuilboom vindt

De betekenis is zoiets als: als je kieskeurig bent en een prachtige boom wilt, moet je toch vaak met wat minder genoegen nemen.

## Galerij

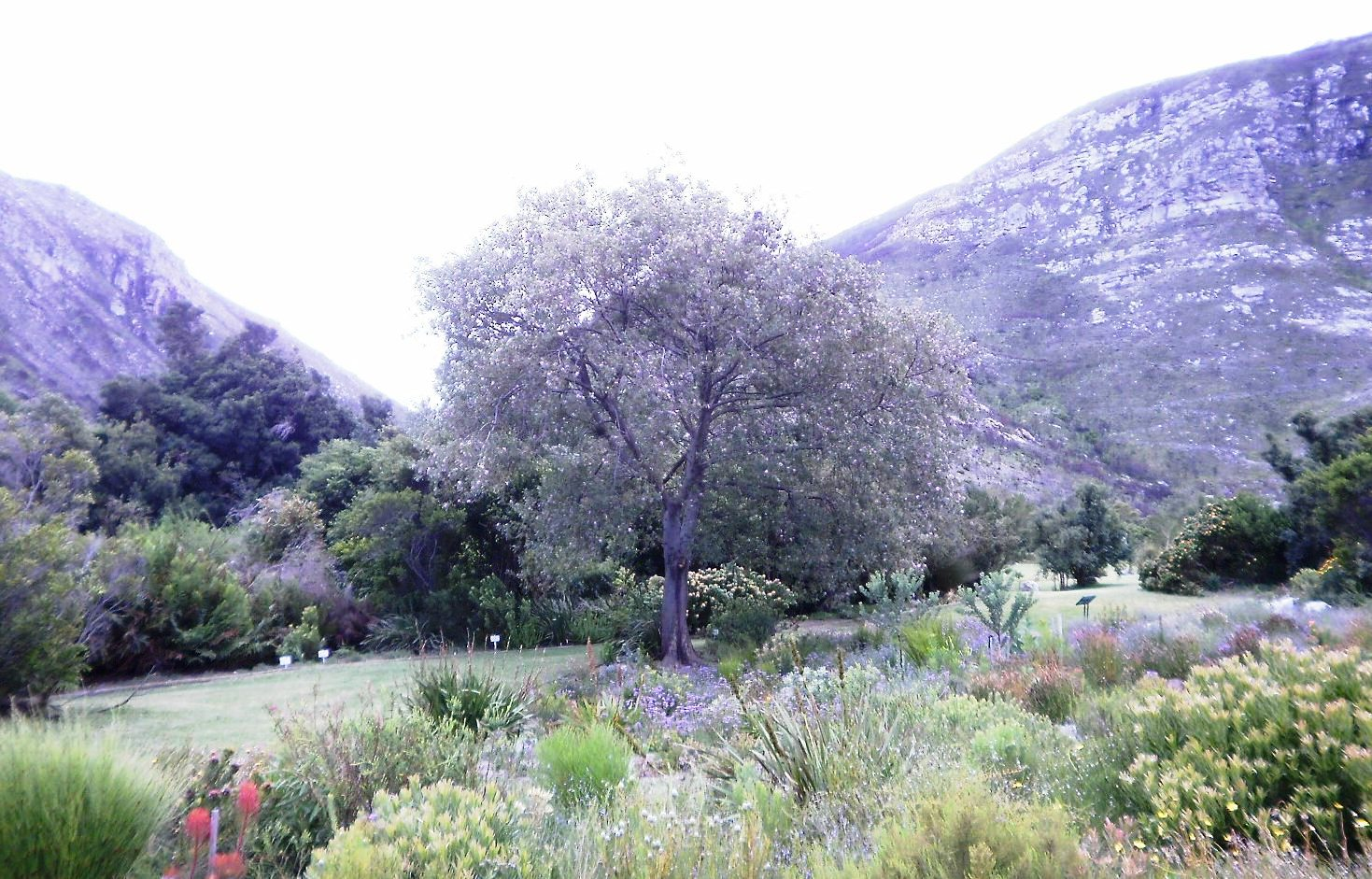
Keurboom
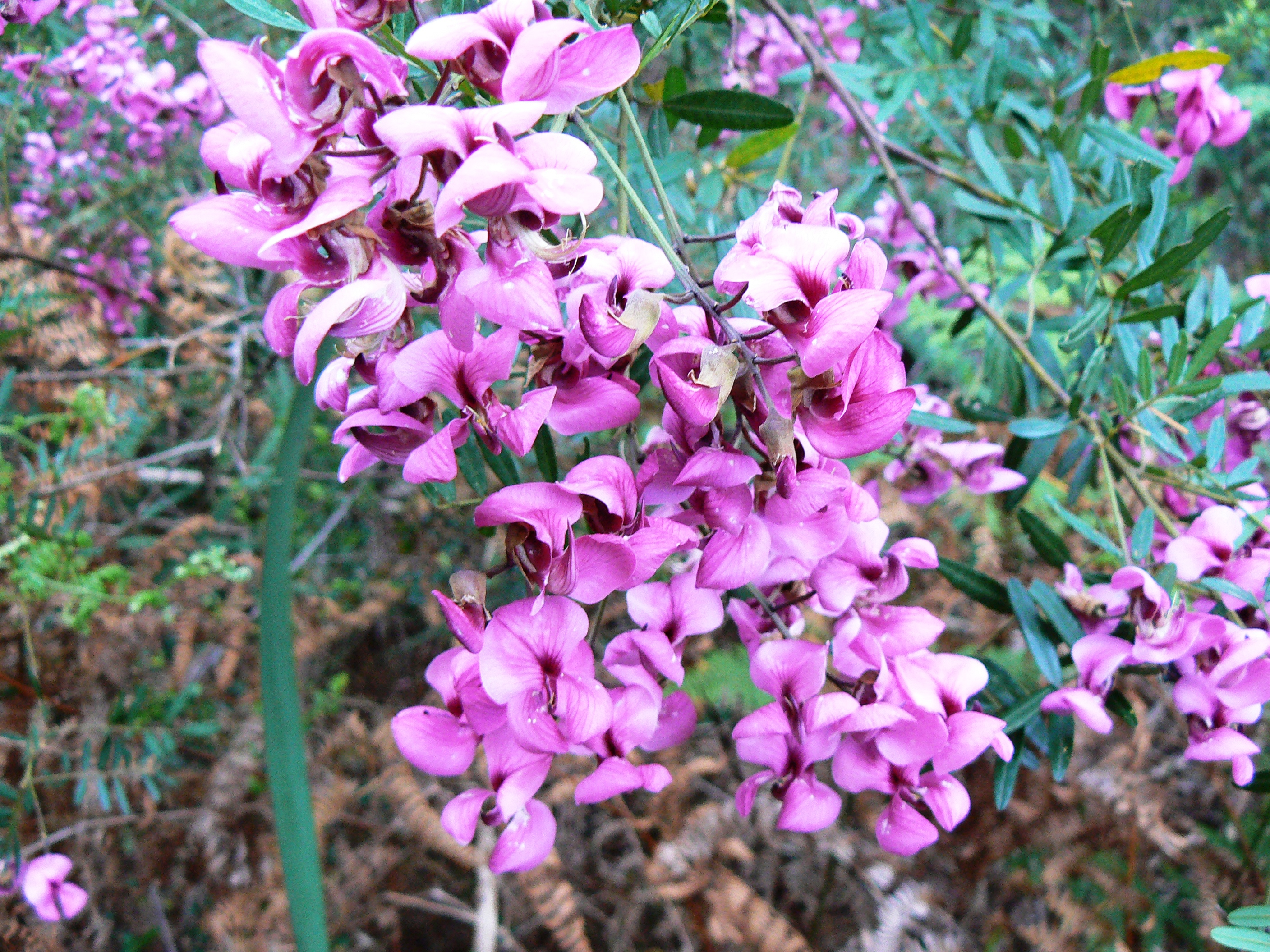
Keurboom - Kaapstad
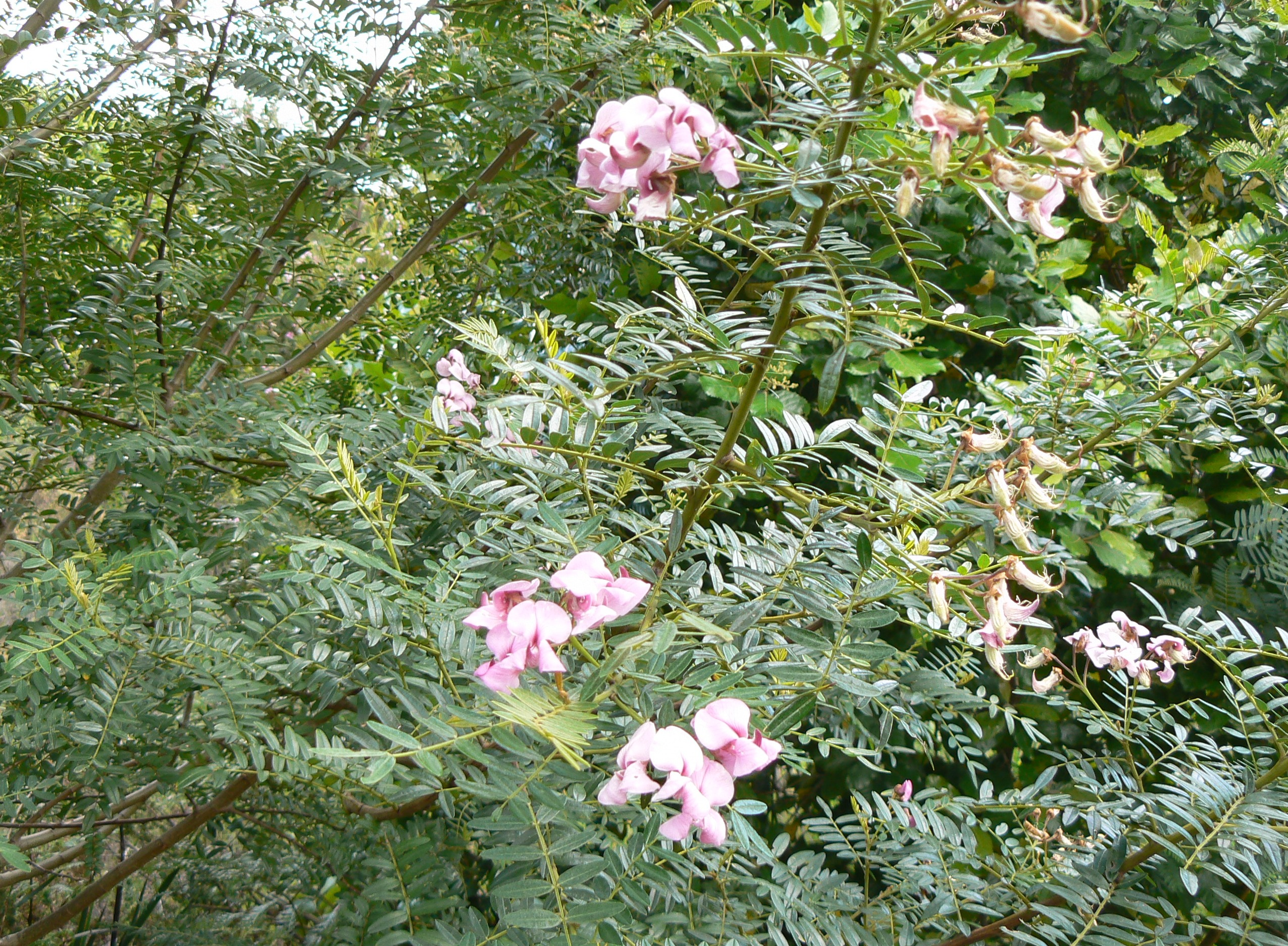
Keurboom - Kaapstad
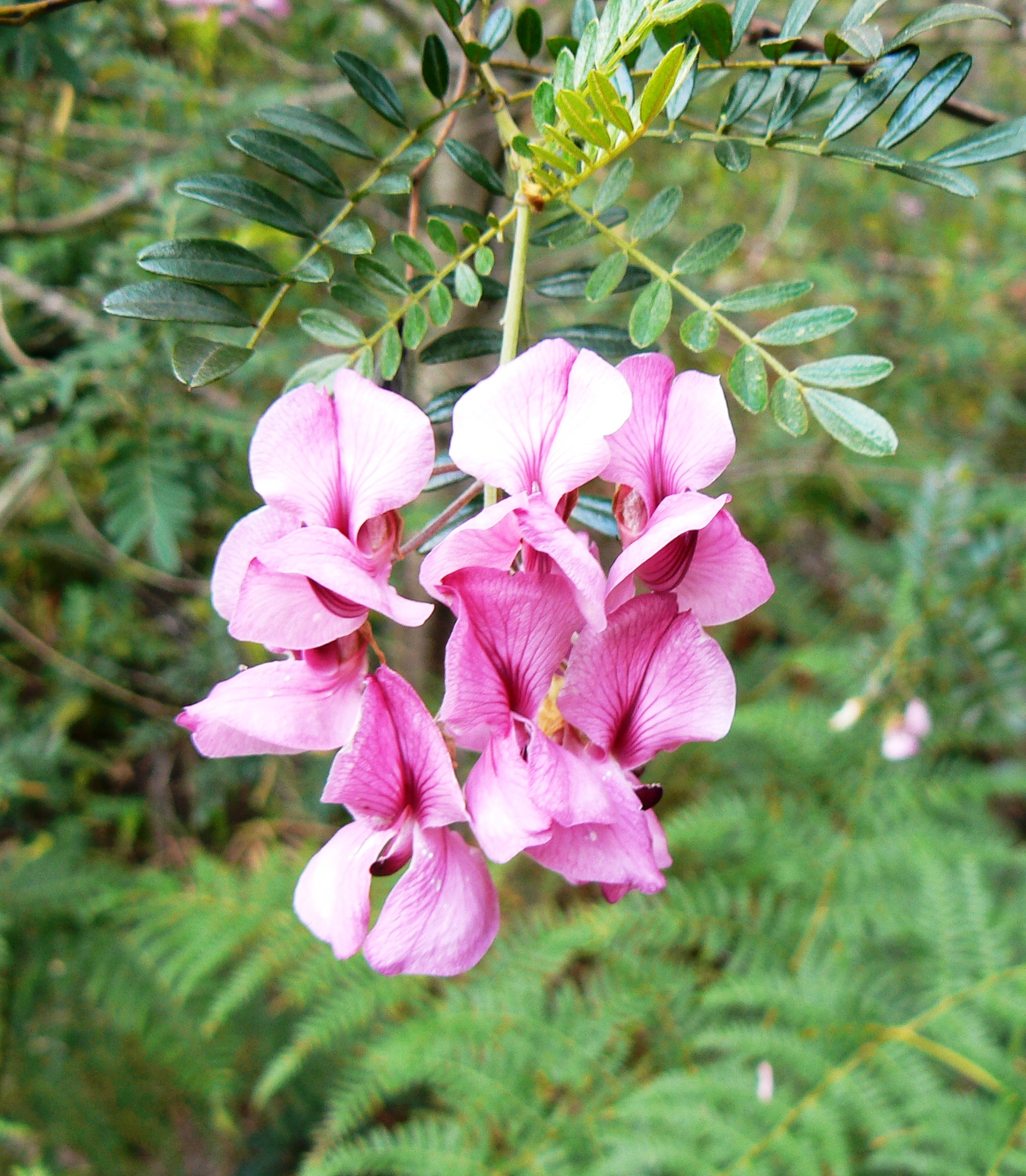
Keurboom - Kaapstad
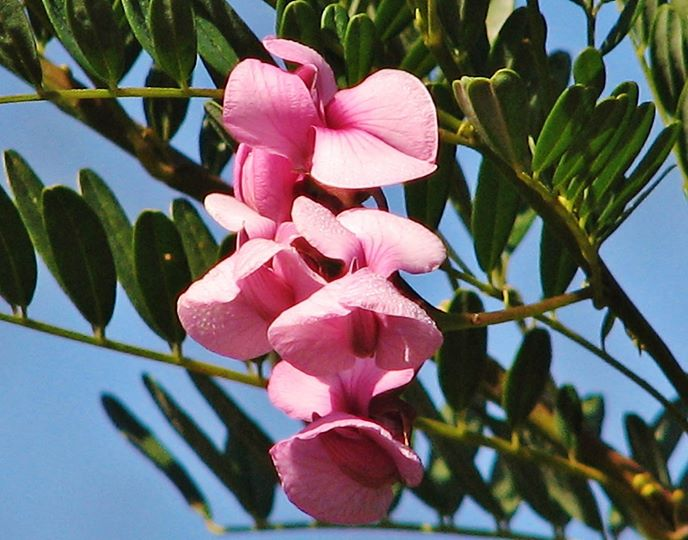
Virgilia divaricata - Tsitsikamma